# Marcinówka (Poraj)
Marcinówka – część wsi Poraj (do 31 grudnia 2002 kolonia) w Polsce, położona w województwie lubelskim, w powiecie hrubieszowskim, w gminie Horodło.
W zestawieniu PRNG w kolumnie uwagi zapisano: W materiałach kartograficznych występuje Marcinówka-Podlesie i Marcinówka-Górka.